# Artigas
Artigas ist die Hauptstadt des gleichnamigen Departamentos in Uruguay.

## Lage
Artigas liegt im Norden Uruguays direkt an der brasilianischen Grenze, die hier durch den Río Cuareim verläuft. Auf der anderen Flussseite liegt die Stadt Quaraí im brasilianischen Bundesstaat Rio Grande do Sul. Die Stadt ist 601 Kilometer von der uruguayischen Hauptstadt Montevideo entfernt.

## Klima
|                        | Jan  | Feb  | Mär  | Apr  | Mai  | Jun  | Jul  | Aug  | Sep  | Okt  | Nov  | Dez  |   |      |
| Mittl. Temperatur (°C) | 25,4 | 24,6 | 22,5 | 18,9 | 15,7 | 12,9 | 13,1 | 14,4 | 16,0 | 18,7 | 21,4 | 24,0 | ⌀ | 18,9 |
| Mittl. Tagesmax. (°C)  | 32,4 | 30,4 | 28,9 | 24,8 | 21,4 | 18,5 | 18,3 | 20,7 | 21,8 | 25,3 | 27,8 | 30,9 | ⌀ | 25,1 |
| Mittl. Tagesmin. (°C)  | 19,2 | 18,9 | 17,1 | 13,4 | 9,9  | 7,4  | 8,0  | 9,5  | 10,2 | 13,1 | 15,3 | 17,9 | ⌀ | 13,3 |
|                        |      |      |      |      |      |      |      |      |      |      |      |      |   |      |
| Niederschlag (mm)      | 135  | 169  | 151  | 119  | 111  | 81   | 102  | 87   | 113  | 137  | 126  | 119  | Σ | 1450 |
|                        |      |      |      |      |      |      |      |      |      |      |      |      |   |      |
| Regentage (d)          | 5    | 6    | 6    | 6    | 5    | 5    | 6    | 5    | 6    | 5    | 6    | 5    | Σ | 66   |
|                        |      |      |      |      |      |      |      |      |      |      |      |      |   |      |
| Luftfeuchtigkeit (%)   | 66   | 68   | 73   | 77   | 77   | 81   | 76   | 70   | 74   | 67   | 65   | 66   | ⌀ | 71,7 |

| 19,2 |

| 18,9 |

| 17,1 |

| 13,4 |

| 9,9 |

| 7,4 |

| 8,0 |

| 9,5 |

| 10,2 |

| 13,1 |

| 15,3 |

| 17,9 |

| 19,2 |

| 18,9 |

| 17,1 |

| 13,4 |

| 9,9 |

| 7,4 |

| 8,0 |

| 9,5 |

| 10,2 |

| 13,1 |

| 15,3 |

| 17,9 |

## Geschichte
Die Stadt wurde am 12. September 1852 von Don Carlos Catala unter dem Namen San Eugenio del Cuareim gegründet. 
1915 erhielt sie dann den Namen des uruguayischen Nationalhelden José Gervasio Artigas und wurde am 31. August desselben Jahres durch das Gesetz Nr. 5330 in die Kategorie "Ciudad" eingestuft.

## Einwohner
Artigas hat 40.658 Einwohner (Stand: 2011), 21.222 Frauen und 19.436 Männer. Als Bewohner der Nordregion sprechen sie wie die meisten im uruguayisch-brasilianischen Gebiet, neben Spanisch das Portuñol, eine Mischsprache aus Spanisch und Portugiesisch.
| Jahr | Einwohner |
| ---- | --------- |
| 1963 | 23.783    |
| 1975 | 29.256    |
| 1985 | 35.117    |
| 1996 | 40.244    |
| 2004 | 41.687    |
| 2011 | 40.658    |

Quelle: Instituto Nacional de Estadística de Uruguay

## Wirtschaft

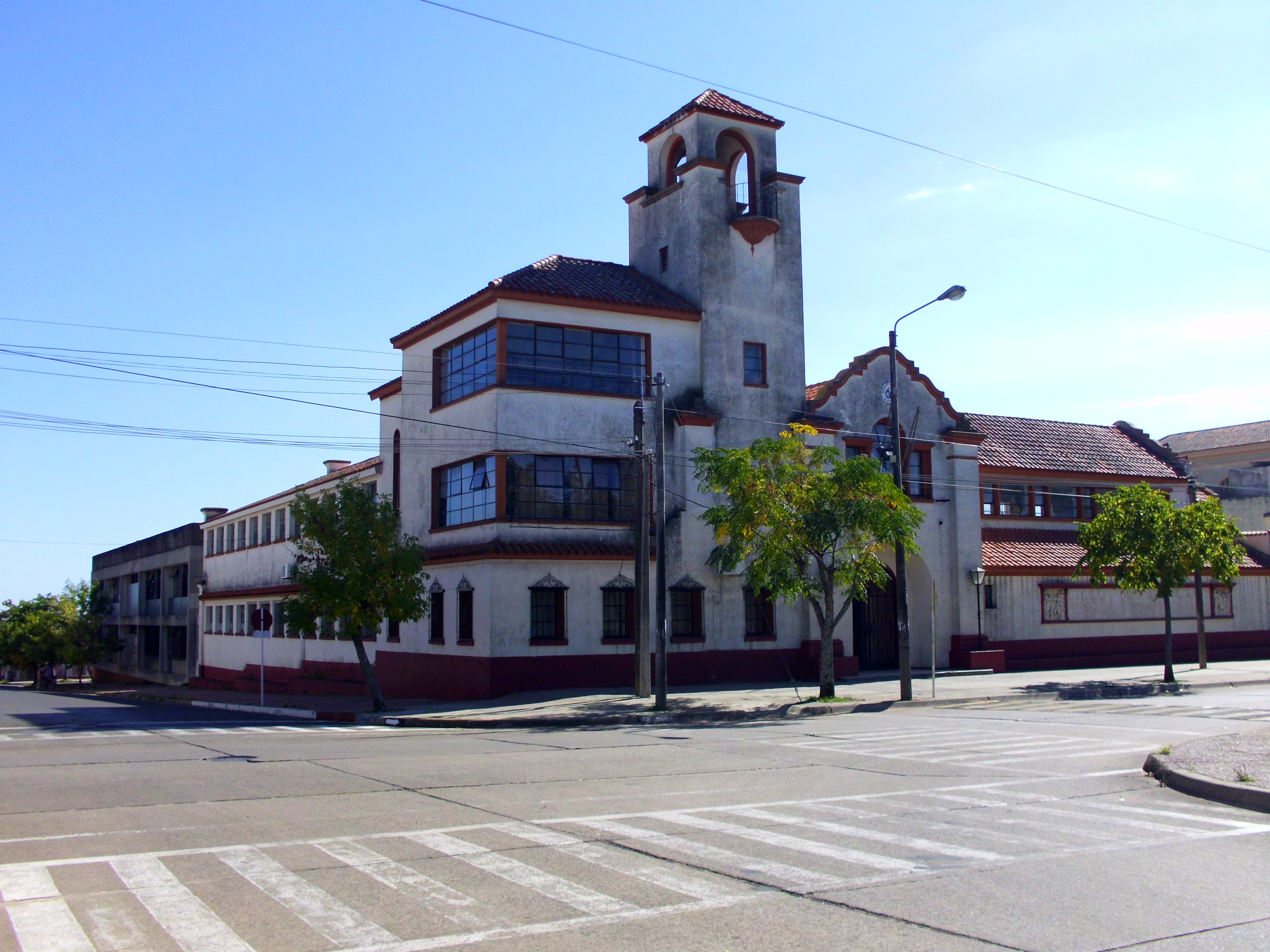
Liceo Nº 1 Departamental

Artigas ist ein Zentrum für den Handel von Getreide (vor allem Mais) nach Argentinien und Brasilien. Es gibt einen Flughafen, den Aeropuerto Internacional de Artigas, und einen Bahnhof, die vor allem wirtschaftlichen Zwecken dienen. Die Berglehnen und Ufer in Artigas sind große Fundstellen für Schmucksteine, besonders Achate und Amethyste. Man hat diese Steine im Jahr 1860 zufällig in der Umgebung von Artigas gefunden und daraufhin begonnen sie abzubauen. Bis heute werden hier Schmucksteine abgebaut. Aus diesen Steinen werden Souvenirs und Kunsthandwerk gefertigt und in alle Welt exportiert.

## Infrastruktur

### Bildung

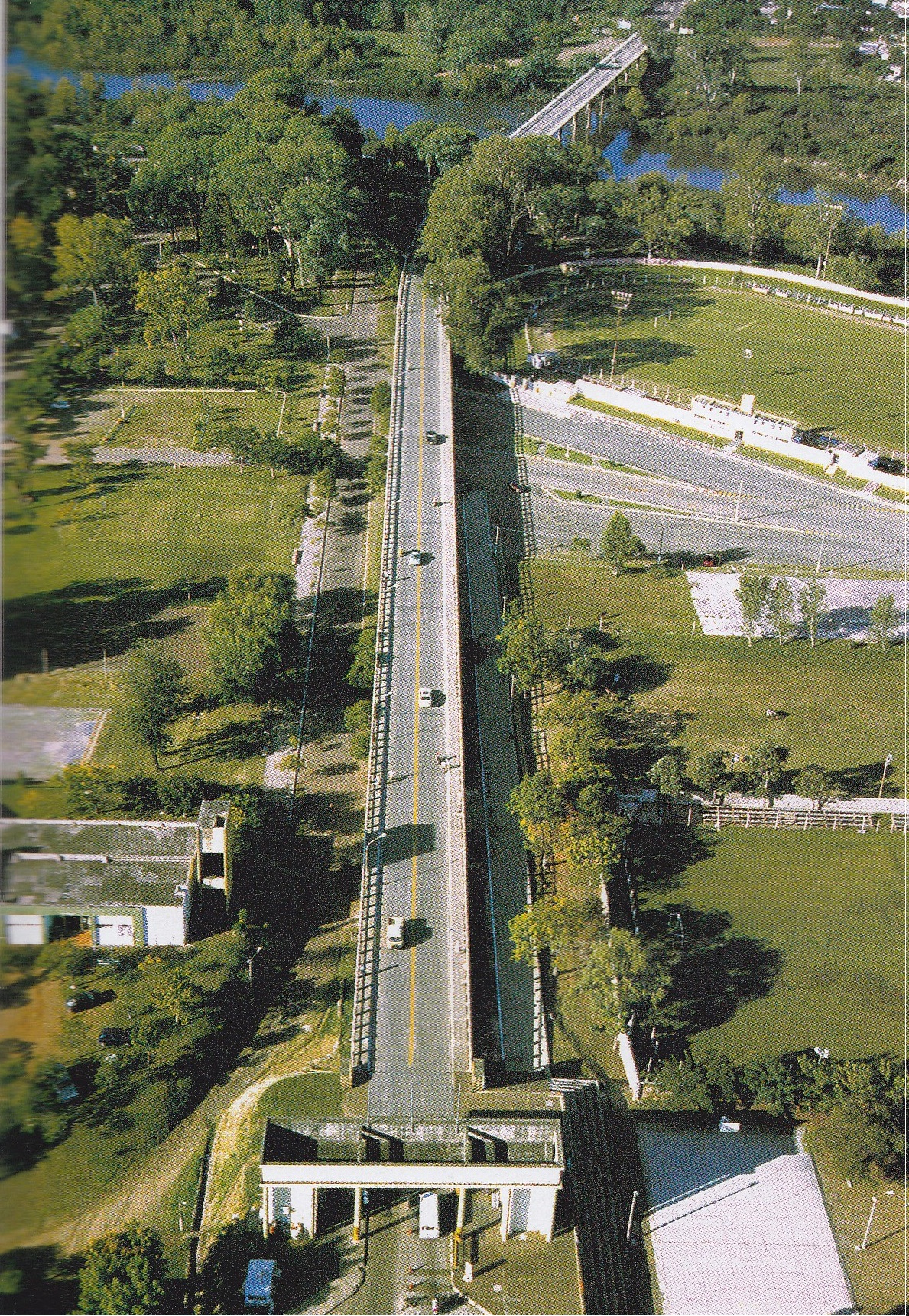
Puente Internacional de la Concordia

Artigas verfügt über insgesamt vier weiterführende Schulen (Liceo). Dies sind das im Barrio Centro angesiedelte Liceo Nº 1 Departamental, das 1913 gegründet wurde und somit ältestes Liceo des Departamento ist und das ebenfalls dort befindliche Liceo Nº 4 (Gründungsdatum: 13. April 2000). Ferner gehören dazu das Liceo N° 2 im Barrio San Miguel (19. Juni 1978) und das Liceo Nº 3 "Maestro Profesor Valeriano Renart" (1997) im Barrio 25 de Agosto.

### Verkehr
Infrastrukturell erschlossen ist die Stadt über die Ruta 30 und die Ruta 4 sowie über den westlich der Stadt gelegenen Flughafen.

## Sehenswürdigkeiten
Eine der wichtigsten Sehenswürdigkeiten von Artigas ist die Internationale Brücke der Eintracht (Puente Internacional de la Concordia), die 750 Meter lang ist und 1968 eingeweiht wurde. Sie verbindet Artigas mit Quaraí über den Fluss Cuareim. An diese Brücke schließt sich die Avenida Lecueder an, die durch die ganze Stadt führt – von Anfang bis Ende, als Zeichen der Vereinigung der beiden Städte.

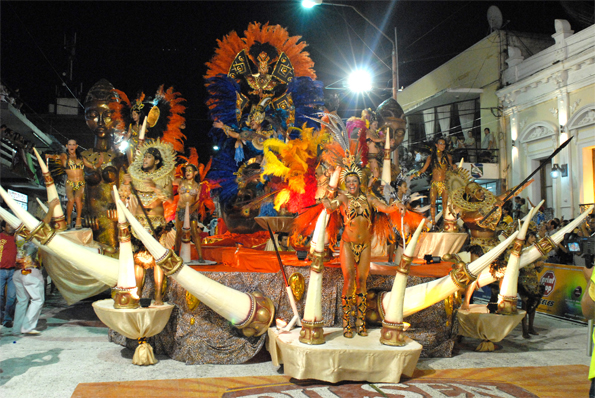
Straßenkarneval in Artigas

## Carnaval de Artigas
Jährlich findet im Februar der Straßenkarneval Carnaval de Artigas statt, der sich an dem Karneval in Rio orientiert und bereits 2003 an die 500.000 Zuschauer anlockte. Die bekanntesten Sambaschulen sind die 
Escuela de Samba Emperadores de la Zona Sur, 1997 gegründet und häufigster Sieger, die Escuela de Samba Imperio del Ayuí, die Escuela de Samba Barrio Rampla und die Escuela de Samba Académicos de Barrio Centenario.

## Städtepartnerschaften
- Arica, Chile

## Söhne und Töchter der Stadt
- Álvaro Acevedo (* 1995), Fußballspieler
- Washington Aguerre (* 1993), Fußballspieler
- Óscar Aguirregaray (* 1959), Fußballspieler und -trainer
- Rodrigo Álvez (* 1991), Fußballspieler
- Patricia Ayala (* 1966), Politikerin
- Joe Bizera (* 1980), Fußballspieler
- Carlos Bueno (* 1980), Fußballspieler
- Gonzalo Camargo (* 1991), Fußballspieler
- Eladio Dieste (1917–2000), Architekt
- César Faletti (* 1992), Fußballspieler
- William Ferreira (* 1983), Fußballspieler
- Julio César Giménez (* 1954), Fußballspieler
- Matías González (1925–1984), Fußballspieler
- Gastón Guruceaga (* 1995), Fußballspieler
- Ángel Gutiérrez (* 1980), Fußballspieler
- Carlos Jacques (* 1982), Fußballspieler
- Emilio MacEachen (* 1992), Fußballspieler
- Juan José de Mello (* 1953), Sänger
- Óscar Omar Míguez (1927–2006), Fußballspieler
- Darwin Núñez (* 1999), Fußballspieler
- Vicente Olivera (* 1988), Fußballspieler
- Rubén Paz (* 1959), Fußballspieler
- Víctor Píriz (* 1980), Fußballspieler
- Jonathan Ramis (* 1989), Fußballspieler
- Venancio Ramos (* 1959), Fußballspieler
- José Pintos Saldanha (* 1964), Fußballspieler
- Mario Saralegui (* 1959), Fußballspieler
- Fabian Severo (* 1981), Literaturwissenschaftler, schreibt Lyrik in Portuñol
- Facundo Silva (* 1996), Fußballspieler
- Danilo Suárez (* 1989), Fußballspieler
- Luis Volpi (* 1920), Fußballspieler